# 染井為人
染井 為人（そめい ためひと、1983年7月21日 - ）は、日本の小説家。千葉県印西市出身。

## 経歴・人物
芸能マネージャー、舞台演劇・ミュージカルプロデューサーを経て、2017年に『悪い夏』で第37回横溝正史ミステリ大賞優秀賞を受賞し、作家デビュー。

## 作品リスト

### 単著
- 悪い夏（2017年9月 KADOKAWA / 2020年9月 角川文庫）
- 正義の申し子（2018年7月 KADOKAWA / 2021年8月 角川文庫）
- 震える天秤（2019年8月 KADOKAWA / 2022年8月 角川文庫）
- 正体（2020年1月 光文社 / 2022年1月 光文社文庫）
- 海神（わだつみ）（2021年10月 光文社 / 2024年2月 光文社文庫）
- 鎮魂（2022年5月 双葉社 / 2024年5月 双葉文庫）
- 滅茶苦茶（2023年5月 講談社）
- 黒い糸（2023年8月 KADOKAWA）
- 芸能界（2024年2月 光文社）
  - 収録作品：クランクアップ / ファン / いいね / 終幕 / 相方 / ほんの気の迷い / 娘は女優
- 歌舞伎町ララバイ（2025年3月 双葉社）

### 単著未収録作品
- 多少の犠牲（『小説現代』2020年10月号）

### 脚本
- 銀座黒猫物語（2020年）[3]

### 舞台・ミュージカル（プロデュース作品）
- グラファーvol.2（2016年4月）
- マジカル・リバース・ワールド（2015年3月）
- MOSH 08〜恋する惑星〜(2015年2月)
- 鬼切丸（2015年1月）
- 鬼斬（2014年12月）
- のぶニャがの野望 弐（にゃん）（2014年11月）
- EarthRise〜世界のはじまりに君に逢いにいく〜（2014年10月）
- 人猫（2014年9月）
- 旦那er's High!!（2014年６月）
- MOSH007〜私を愛したスパイ〜（2014年5月）
- 恋する、プライオリティシート（2014年4月）
- MOSH 06〜悪い奴ほどよく眠る〜（2014年1月）

## 映像化作品

### テレビドラマ
- 正体（2022年3月12日 - 4月2日、全4話、WOWOW「連続ドラマW」枠、主演：亀梨和也）[4]

### 映画
- 正体（2024年11月29日公開、配給：松竹、監督：藤井道人、主演：横浜流星）[5][6]
- 悪い夏（2025年3月20日公開、配給：クロックワークス、監督：城定秀夫、主演：北村匠海）[7][8]